# Coscinida tibialis
Coscinida tibialis là một loài nhện trong họ Theridiidae.
Loài này thuộc chi Coscinida. Coscinida tibialis được Eugène Simon miêu tả năm 1895.